# Ryo'Lefty'Miyata
Ryo'LEFTY'Miyata（4月15日生）は、日本のボカロP、ベーシスト、ギタリスト、キーボーディスト、マニピュレーター・ソングライター・編曲家。東京都生まれ。血液型はB型。かつてレフティーモンスターP名義でVOCALOID楽曲を製作していた。伊東歌詞太郎とのユニット“イトヲカシ”のメンバーとしても活動している。

## 概要
幼少期より母親の影響でピアノ、エレクトーンをはじめる。高校時代にベースに転向。在学時代から本格的にバンド活動をスタートする。
バンド休止後は松岡モトキのマニピュレーターとして活動、「黒木渚」「ASH DA HERO」をはじめ、様々なアーティストの楽曲提供、音楽プロデュースなども手掛ける。マルチプレイヤーとして、大塚愛、ケラケラ、佐藤聡美、ASH DA HERO、さユり、Official髭男dismなどのサポート・ミュージシャンとしても活動。

## 来歴
2012年、伊東歌詞太郎と音楽ユニットイトヲカシを結成。
2016年9月21日、『スターダスト/宿り星』をリリースし、イトヲカシとしてメジャーデビュー。
2020年7月17日には、クリエイターズユニオン「REVEL MUSIC」を、翌日18日には、オンラインサロン「CO-MUSICATION ROOM」を立ち上げた。
2021年12月2日、ヒグチアイをフューチャリングアーティストとして起用した自身名義では初となる楽曲「渋谷へおいで (feat. ヒグチアイ)」を配信シングルとしてリリースした。

## ディスコグラフィー

### 配信限定シングル
| 発売日         | タイトル                        | レーベル       |
| -------------- | ------------------------------- | -------------- |
| 2021年12月2日  | 渋谷へおいで (feat. ヒグチアイ) | REVEL MUSIC    |
| 2023年1月1日   | AM3:00 (feat. 福原香織)         | MASHUP RECORDS |
| 2023年12月20日 | MemoReal (feat.椎名慶治&TEEDA)  | OIKOS MUSIC    |
| 2024年1月17日  | ex (feat. 友希)                 | OIKOS MUSIC    |
| 2024年2月21日  | Homesick                        | OIKOS MUSIC    |
| 2024年3月20日  | Love myself                     | OIKOS MUSIC    |
| 2024年4月24日  | me & her (feat. 伊藤千晃)       | OIKOS MUSIC    |
| 2024年5月29日  | Nocturnal butterfly             | OIKOS MUSIC    |

### 参加作品
| 発売日         | タイトル                                                                                       |
| -------------- | ---------------------------------------------------------------------------------------------- |
| 2021年3月17日  | CyberAgent Legit『musication (feat. Ryo'LEFTY'Miyata & 小林大河)』                             |
| 2021年4月7日   | CyberAgent Legit『Change (feat. Ryo'LEFTY'Miyata)』                                            |
| 2021年4月21日  | CyberAgent Legit『Live the Life (feat. Ryo'LEFTY'Miyata, Kei Iwasaki & nana hatori)』          |
| 2021年5月25日  | CyberAgent Legit『Sleep Walking (feat. Ryo'LEFTY'Miyata)』                                     |
| 2021年11月15日 | CyberAgent Legit『BRAVE (feat. Ryo’LEFTY’Miyata & Seann Bowe)』                                |
| 2021年12月10日 | CyberAgent Legit『Belief (feat. Ryo’LEFTY’Miyata & JILLE)』                                    |
| 2021年12月27日 | CyberAgent Legit『Proust Effect (feat. Ryo’LEFTY’Miyata)』                                     |
| 2022年1月11日  | CyberAgent Legit『LEGISTEM (feat. Ryo’LEFTY’Miyata)』                                          |
| 2022年2月14日  | CyberAgent Legit『Delicious Coffee Festival (feat. Ryo'LEFTY'Miyata)』                         |
| 2022年3月1日   | CyberAgent Legit『Rainy Friends (feat. Ryo'LEFTY'Miyata)』                                     |
| 2022年4月7日   | CyberAgent Legit『一族欣喜雀躍 (feat. Ryo'LEFTY'Miyata)』                                      |
| 2022年5月19日  | CyberAgent Legit『RADIOなDANCE -ラジオ体操第27911- (feat. Ryo'LEFTY'Miyata)』                  |
| 2022年10月3日  | CyberAgent Legit『IMAVARI TOWELS ~This towel is the best~ (feat. Ryo'LEFTY'Miyata & FISHBOY)』 |
| 2022年10月20日 | CyberAgent Legit『RESISTANCE (feat. Ryo'LEFTY'Miyata)』                                        |
| 2022年12月29日 | CyberAgent Legit『GORGON (feat. Ryo'LEFTY'Miyata & Kyte)』                                     |
| 2023年2月9日   | CyberAgent Legit『Catch Me If You Can (feat. Ryo'LEFTY'Miyata)』                               |
| 2023年4月6日   | CyberAgent Legit『Born as Music (feat. Ryo'LEFTY'Miyata)』                                     |
| 2023年4月24日  | CyberAgent Legit『TIME (feat. Ryo'LEFTY'Miyata & JUVENILE)』                                   |
| 2023年11月25日 | CyberAgent Legit『SURFACE MEN』                                                                |
| 2024年2月9日   | CyberAgent Legit『Heartstrings』                                                               |
| 2024年5月20日  | CyberAgent Legit『鼓動と波長』                                                                 |

## 楽曲提供
- 愛美
「カザニア」（Bass）
「will」（作詞・作曲・編曲）

- あいみょん
「幸せになりたい」（編曲・Bass）

- ASH DA HERO
「上京難民」（作曲）
「Anchor」（作曲）

- 天月-あまつき-
「恋人募集中(仮)」（作詞・作曲・編曲）
「ホシアイ」（作詞・作曲・編曲）
「START」（作詞・作曲・編曲）
「Dear Moon」（作詞・作曲・編曲・Bass・Programming）
「DiVE!!」（作詞・作曲）
「イデア」（作詞・作曲）

- あらき
「Evacuation」（作詞・作曲・編曲）

- ALI
「SHOW TIME」（編曲）
「NEVER SAY GOODBYE feat.Mummy-D」（作曲・編曲 ※作曲はLEO、編曲はALIとの共作）

- E-girls
「Pain, pain」（作曲）

- 伊東歌詞太郎
「START」（作詞・作曲）

- 伊礼亮
「ラブレター」（作詞・作曲）

- eill
「ここで息をして」（作編曲 ※作曲はeillとの共作）
「花のように」（作編曲 ※作曲はeillとの共作、編曲はnabeLTD、Katsushiro Satoとの共作）
「HAPPY BIRTHDAY 2 ME」（編曲）

- 大城美友
「オレンジバタフライ」（編曲・Ba・Programming）

- 大平峻也
「FIRE BIRD」（作詞・作曲・編曲 ※作詞・作曲は天月-あまつき-との共作）

- 小片リサ
「ルビーの指環」（編曲）

- Official髭男dism
「イコール」（Official髭男dism , 本澤尚之と共編曲）
「ChoralA」（編曲）

- カフェラテ噴水公園 feat.にゃんこスター
「Goサインは1コイン」（作曲）

- 川崎鷹也
「FLY HIGH」（編曲）

- QU4RTZ
「ENJOY IT!」（作曲・編曲）

- GRe4N BOYZ
「少年」（編曲）

- CHEMISTRY
「サイレント・ナイト」（作詞・作曲 ※松尾潔、Shusui、磯貝サイモンとの共作）

- KOTOKO
「TOUGH INTENTION」（楽曲提供）

- サイダーガール
「エバーグリーン」（Keyboard・Programming）
「光って」（Keyboard・Programming）

- さユり
「人間椅子　-酸欠少女さユり ボカロVer-」（作詞・作曲・編曲・Bass・Programming）
「花の塔」 （編曲）

- SHOGO
「愛変わらず」（編曲）

- SixTONES
「Curtain Call」（作詞・作曲・編曲 ※作曲はAnders Danvvik、Mattias Olofssonとの共作）

- Superfly
「ダイナマイト」（編曲）
「Farewell」（作曲・編曲 ※作曲は越智志帆、木崎賢治との共作）
「春はグラデーション」（作曲 ※越智志帆、木崎賢治との共作）

- sumika
「1.2.3..4.5.6」（Programming）
「Shake & Shake」（Programing・sumikaとの共編曲）
「Simple」（Programing・sumikaとの共編曲）
「Glitter」（sumikaとの共編曲）
「Phoenix」（sumikaとの共編曲）
「運命」（sumikaとの共編曲）

- ソン・シギョン
「やさしくさよなら -Japanese ver.-」（作詞）

- Double Ace
「No Coincidence」（共作曲）

- Chiho feat. majiko
「エガオノカナタ」（作曲・編曲・Bass）
「星巡讃歌」（作曲・編曲・Bass）

- HYDE
「LAST SONG」（共作曲・編曲）

- H△G
「アオイハルカゼ」（作詞・作曲）

- BE:FIRST
「夢中」（SKY-HI、eillと共作詞・共作曲、共同プロデュース）[10][11]

- HIP ATTACK from アイドリング!!!
「太陽のサマサマデイズ」（楽曲提供）

- Finally
「Call my name」（作詞・作曲・編曲）

- V6
「It's my life」（作詞）

- predia
「ネオンとルージュ」（編曲）

- ベルマインツ
「笑ってほしいよ」（編曲）

- 星街すいせい
「褪せたハナミドリ」（作詞・作曲・編曲）

- 前島麻由
「Lights,camera,action」（作曲・編曲）

- MAG!C☆PRINCE
「My Princess (Knight of Cheers)」（作詞・作曲・編曲）

- yama
「MoonWalker」（作曲・編曲）

- RADIO FISH
「STAR」（作曲・編曲）
「SUMMER TIME」（作曲・編曲）
「X'mas」（作曲・編曲）
「黄金時代」（作曲・編曲）
「Make Ya Groove」（作曲・編曲）
「No.55」（作曲・編曲）
「O.I.S～オルスクセクシィー～」（作曲・編曲）

- わーすた
「The World Standard Dancing Club」（作曲・編曲）

- timelesz
「Rock this Party」（作曲・編曲 ※作曲はAnders Danvvik、Mattias Olofssonとの共作）
「I’m Home」（作曲・編曲 ※作曲はJosef Melinとの共作）

## 関連アーティスト

### プロデュース等
- 椎名慶治、SURFACE、植村花菜、ケラケラ、伊禮恵、見田村千晴、Basket Ball Street Boyz、蜜、中村舞子、黒木渚、SHOGO(175R)、佐藤聡美、玉置成実、あいみょんなど、数々のアーティストのアレンジ・プログラミングを担当。
- KOTOKO「TOUGH INTENTION」、RADIO FISH「STAR」、HIP ATTACK from アイドリング!!!「太陽のサマサマデイズ」、timelesz「Rock this Party」などの楽曲を提供。
- ASH DA HERO 「THIS IS ROCK AND ROLL」の全曲に渡ってのサウンドプロデュースを担当。
- カフェラテ噴水公園フィーチャリングにゃんこスター 『ゴーサインはワンコイン』

### ライブサポート
- Official髭男dism サポートメンバーとして、キーボーディスト、マニピュレーター、コーラス等で参加。他にも、Official髭男dismのメンバーの楢崎がサックスを演奏する際にベースを担当している。
- 椎名慶治、SURFACEサポートメンバーとして、ベース参加。
- 芹澤優 サポートメンバーとして、ベース、バンドマスターとして参加。曲によってはラップを披露したり、ライブ中のMCを担う時もある。
- 柏木由紀 ソロコンサートのサポートメンバーとしてベース、バンドマスターとして参加。ライブによってはソロで参加し、伴奏、MCも担当。